# جولي لارسون
جولي لارسون (بالإنجليزية: Julie Larson)‏ هي رسامة كارتون أمريكية، ولدت في 1960 في لينكولن في الولايات المتحدة.